# Dell Curry
Wardell Stephen „Dell“ Curry I (* 25. června 1964) je bývalý americký profesionální basketbalista, v letech 1986 až 2002 hráč NBA. V týmu Charlotte Hornets se dosažením 9839 bodů stal historicky nejlepším střelcem. V současnosti komentuje zápasy pro televizi.
Dell Curry, který nosíval číslo 30, je otcem dvou synů. Oba jsou hráči NBA – starší Stephen Curry hraje s číslem 30 u Golden State Warriors, mladší Seth Curry má číslo 30 u Dallas Mavericks

## Kariéra v NBA
- 1986–1987 Utah Jazz
- 1987–1988 Cleveland Cavaliers
- 1988–1998 Charlotte Hornets
- 1999 Milwaukee Bucks
- 1999–2002 Toronto Raptors